# Fabián Vera
Fabián Vera San Martín (n. Valparaíso, V Región de Valparaíso, Chile, 1 de abril de 1989) es un futbolista chileno. Juega de mediocampista.

## Trayectoria
Siendo oriundo del cerro Rodelillo de Valparaíso, sus inicios en el fútbol se remontan a la edad de 6 años cuando jugaba tanto en las ligas del Cerro Barón (en el cajú) como en Placeres, más específicamente en las canchas del club al cual le tiene un afecto especial hasta el día de hoy, el Villa Berlín. Posteriormente se incorporó a las inferiores de Wanderers, destacándose en los equipos en los que participaba, realzando excelentes campañas que lo llevaron en innumerables ocasiones a disputar finales por las inferiores. Su debut por el primer equipo en la segunda mitad del 2008 después de haber jugado un partidazo y haber marcado un gol por la categoría sub-18 donde el técnico Jorge Aravena lo vio por el canal de televisión CDF, le permitió cierta regularidad durante todo el proceso en la campaña del año 2008.
Luego de su debut fue constantemente citado al primer equipo por la lesión de Sebastián Méndez y llegó a hacerse con el puesto de titular en varios partidos con lo cual se convirtió una de las piezas fijas en el equipo. Pese a su buena campaña en el 2008 jugó solo tres partidos en el 2009(dos en el apertura y uno en el clausura), aun así fue parte de un partido muy importante para definir el ascenso en Valparaíso, definición que su equipo ganaría y lograría el ascenso. El 2010 no fue un buen año ya que solo fue requerido en partidos amistosos y en el torneo de futsal donde su club participó, tras esto en el año 2011 es enviado a préstamo a Provincial Osorno. Tras jugar en el club sureño regresa a su club formador donde permanece entrenando hasta ser desechado por el técnico Arturo Salah teniendo que partir a préstamo, esta vez su club de destino sería el San Antonio Unido de la cuarta categoría del fútbol chileno.
En el equipo de San Antonio sería una de las piezas fijas que llevaría de retorno a la institución al profesionalismo consiguiendo el ascenso a la Segunda División y una decente campaña en la Copa Chile 2012/13. Luego de su campaña en el cuadro lila regresa a entrenar a Santiago Wanderers.
Como dato en algunos partidos del 2008 recibió la jineta de capitán de parte de Joel Soto cuando este abandonaba el campo de juego.

## Selección nacional
A inicios del 2009 se automarginó de la selección sub-20 de Chile pese a ser convocado constantemente, pero todo esto lo hizo para consolidarse en su equipo y por las pocas oportunidades que veía de jugar en el sudamericano de la categoría.

## Clubes
| Club               | País  | Año           |
| ------------------ | ----- | ------------- |
| Santiago Wanderers | Chile | 2008-2010     |
| Provincial Osorno  | Chile | 2011          |
| San Antonio Unido  | Chile | 2012          |
| Deportes Linares   | Chile | 2013-presente |